# 섹스폰 부는 처녀
《섹스폰 부는 처녀》(The Virgin Playing Saxophone)는 한국에서 제작된 김봉환 감독의 1965년 멜로/로맨스, 드라마, 가족 영화이다. 최남현 등이 주연으로 출연하였고 곽정환 등이 제작에 참여하였다.

## 출연

### 주연
- 최남현
- 태현실
- 최무룡
- 주란지

## 기타
- 원작자: 추식
- 조명: 임영창
- 미술: 박석인